# Straub Péter (színművész)
Straub Péter magyar színész.

## Élete
Vendéglátóipari tanulmányai mellett Geszler Dorottya Modell Iskoláját is elvégezte, majd ezt követően 2001-ben végzett a Gór Nagy Mária Színitanodában. Az elmúlt években számos színdarabban és filmben láthatta őt a közönség, de rendezői munkatársként is jelen van a színházi világban. Jelenleg a Vidám Színpad társulatának tagja.

### Magánélete
Édesapja Straub Dezső, színművész. Bátyja ifjabb Straub Dezső, zenész.

## Pályafutása

### Színházi szerepeiből
A Színházi adattárban regisztrált bemutatóinak száma: 42.
- Ray Cooney: Délután a legjobb (Vidám Színpad)
- Georges Feydeau: Fel is út, le is út! (Vidám Színpad)
- Rejtő Jenő: Tévedésből jelentik (Dohány Színpad)
- Ray Cooney: Család ellen nincs orvosság (Vidám Színpad)
- Ne-vess meg minket! - Tré-falatok vidám módra (Vidám Színpad)
- Philip King: Futóbolondok (Vidám Színpad)
- Dumakabaré (Vidám Színpad)
- Ken Ludwig: Botrány az operában (Pesti Művész Színház)
- Ne-vess-meg minket! - Szilveszteri kabaré (Vidám Színpad)
- Mátyás napi forgatag Görbetükör (Színi Társulat)
- Ray Cooney: Dől a lé, avagy pénz áll a házhoz (Vidám Színpad)
- Korcsmáros András: Anonim Drámahősök Klubja (Teatro Surreal)
- Alfonso Paso: Ön is lehet gyilkos! (Vidám Színpad)
- Mikulás és a hamis manók (Vidám Színpad)
- Hamis manók Karácsonya (Vidám Színpad)
- Ray Cooney: Délután a legjobb (Pesti Művész Színház)
- Marc Camoletti: Négy férfi gatyában (Pesti Művész Színház)
- Hat celeb keres egy szorzót (Karinthy Színház)
- Csipkerózsika (Budaörsi Latinovits Színház)
- Vaszary Gábor – Fényes Szabolcs – Szenes Iván: Az ördög nem alszik (Pesti Művész Színház)
- Mátyás király a csillagok között (Görbetükör Színi Társulat)
- Michael Parker: A szerelmes nagykövet (Vidám Színpad)
- Nóti Károly – Eisemann Mihály: Hyppolit, a lakáj (Musical Varázs Színpad)
- K. Halász Gyula – Eisemann Mihály: Fiatalság bolondság (Pesti Művész Színház)
- Barabás Pál – Fényes Szabolcs: Egy szoknya-egy nadrág (Aranytíz Kft.)
- Legendák Mátyás királyról TIT (Budapesti Planetárium)
- Maurice Hennequin – Pierre Veber – Nádas Gábor:  Elvámolt nászéjszaka (Pesti Művész Színház)
- Bihari László – Egri-Halász Imre – Kolozsvári Andor : Egy csók és más semmi (Vidám Színpad)
- Görgey Gábor: Huzatos ház (Budaörsi Latinovits Színház)
- Barabás Pál – Fényes Szabolcs: Egy szoknya-egy nadrág (Gózon Gyula Kamaraszínház)
- Hunyadi Sándor: A három sárkány (Gózon Gyula Kamaraszínház)
- Móra Ferenc: Aranykoporsó (Budaörsi Latinovits Színház)
- Tallér Zsófia – Szilágyi Andor – Szöllősi Barnabás: Leánder és Lenszirom (Budaörsi Latinovits Színház)
- Heltai Jenő: Bernát (...aki szalma) (Budaörsi Latinovits Színház)
- Atlantis - az elveszett világ nyomában...  ("A" Színház)
- Alfonso Paso: Ön is lehet gyilkos (Karinthy Színház)
- Luigi Magni – Bernardino Zapponi – Angelo Branduardi: Legyetek jók, ha tudtok (Művelődés Háza és Könyvtára)
- Déry Tibor – Presser Gábor: Képzelt riport egy amerikai popfesztiválról (Ruttkai Éva Színház)

### Egyéb színházi munkái
- Georges Feydeau: Fel is út, le is út! Budaörsi Latinovits Színház: rendező munkatársa

### Filmszerepei
- Karácsony előtt (kisjátékfilm, 2015) - Fapad
- Rövid, de kemény…életem (játékfilm, 2008) - Kornél barátja
- Szűzijáték (vígjáték, 2006) - Anna Iskolatársa

### Televíziós szereplése
- Dumakabaré
- Kölyökklub
- Gálvölgyi Show